# Катерина Гольдштейн
Катерина Гольдштейн (фр. Catherine Goldstein; 5 липня 1958) — французька вчена-теоретик, яка займається дослідженнями історії розвитку математики. Директор з досліджень в Інституті математичних наук Юссьє.

## Навчання та кар'єра
Народилась Катерина Гольдштейн 5 липня 1958 року в Парижі у родині поета Ісідора Ісу.
Гольдштейн навчалась у звичайній школі з 1976 по 1980 рр., склавши іспит з математики в 1978 р. Вона захистила докторський ступінь третього циклу в 1981 році, з дисертацією про падичні L-функції і теорію Івасави під керівництвом Джона Х. Коута.
Вона працювала в університеті Париж-XI з 1980 року до 2002 року.

## Внесок та визнання
Катерина Гольдштейн була включена до списку пленарних доповідачів на Міжнародному конгресі математиків 2018 року. З Норбертом Шаппахером і Йоахімом Швермером вона є редактором книги «Формування арифметики після С. Ф. Гаусса».